# 建長
建長 (けんちょう、旧字体：建󠄁長)は、日本の元号の一つ。宝治の後、康元の前。1249年から1256年までの期間を指す。この時代の天皇は後深草天皇。鎌倉幕府将軍は藤原頼嗣、宗尊親王。執権は北条時頼。

## 改元
- 宝治3年3月18日（ユリウス暦1249年5月2日）：天変・火災による改元。
- 建長8年10月5日（ユリウス暦1256年10月24日）：康元に改元。

宝治3年2月1日、里内裏となっていた閑院が焼失する火災（閑院火災）があったことを受けて改元が行われた。しかし、改元からわずか5日後に洛中の主要部（三条・西洞院・八条・東京極を囲む一帯）を焼き、更に鴨川対岸の蓮華王院まで焼失する大火災が発生している（2月の火災は内裏を焼いたとは言え、被害自体は近辺のみに留まっていた）。

## 建長期におきた出来事
3年
- 10月27日：続後撰和歌集が成立。

4年
- 4月1日：宗尊親王、鎌倉幕府の第6代将軍に就任。皇族としては初めて征夷大将軍となる。

## 西暦との対照表
※は小の月を示す。
| 建長元年（己酉） | 一月      | 二月  | 三月※ | 四月  | 五月※ | 六月※   | 七月※ | 八月  | 九月※ | 十月    | 十一月  | 十二月※  |           |
| ---------------- | --------- | ----- | ----- | ----- | ----- | ------- | ----- | ----- | ----- | ------- | ------- | -------- | --------- |
| ユリウス暦       | 1249/2/14 | 3/16  | 4/15  | 5/14  | 6/13  | 7/12    | 8/10  | 9/8   | 10/8  | 11/6    | 12/6    | 1250/1/5 |           |
| 建長二年（庚戌） | 一月      | 二月  | 三月※ | 四月  | 五月※ | 六月    | 七月※ | 八月  | 九月※ | 十月※   | 十一月  | 十二月   |           |
| ユリウス暦       | 1250/2/3  | 3/5   | 4/4   | 5/3   | 6/2   | 7/1     | 7/31  | 8/29  | 9/28  | 10/27   | 11/25   | 12/25    |           |
| 建長三年（辛亥） | 一月※     | 二月  | 三月  | 四月※ | 五月  | 六月※   | 七月  | 八月※ | 九月  | 閏九月※ | 十月※   | 十一月   | 十二月    |
| ユリウス暦       | 1251/1/24 | 2/22  | 3/24  | 4/23  | 5/22  | 6/21    | 7/20  | 8/19  | 9/17  | 10/17   | 11/15   | 12/14    | 1252/1/13 |
| 建長四年（壬子） | 一月※     | 二月  | 三月※ | 四月  | 五月※ | 六月    | 七月  | 八月※ | 九月  | 十月※   | 十一月  | 十二月※  |           |
| ユリウス暦       | 1252/2/12 | 3/12  | 4/11  | 5/10  | 6/9   | 7/8     | 8/7   | 9/6   | 10/5  | 11/4    | 12/3    | 1253/1/2 |           |
| 建長五年（癸丑） | 一月※     | 二月  | 三月※ | 四月  | 五月  | 六月※   | 七月  | 八月※ | 九月  | 十月    | 十一月※ | 十二月   |           |
| ユリウス暦       | 1253/1/31 | 3/1   | 3/31  | 4/29  | 5/29  | 6/28    | 7/27  | 8/26  | 9/24  | 10/24   | 11/23   | 12/22    |           |
| 建長六年（甲寅） | 一月※     | 二月  | 三月※ | 四月※ | 五月  | 閏五月※ | 六月  | 七月  | 八月※ | 九月    | 十月    | 十一月※  | 十二月    |
| ユリウス暦       | 1254/1/21 | 2/19  | 3/21  | 4/19  | 5/18  | 6/17    | 7/16  | 8/15  | 9/14  | 10/13   | 11/12   | 12/12    | 1255/1/10 |
| 建長七年（乙卯） | 一月※     | 二月  | 三月※ | 四月※ | 五月  | 六月※   | 七月  | 八月※ | 九月  | 十月    | 十一月  | 十二月※  |           |
| ユリウス暦       | 1255/2/9  | 3/10  | 4/9   | 5/8   | 6/6   | 7/6     | 8/4   | 9/3   | 10/2  | 11/1    | 12/1    | 12/31    |           |
| 建長八年（丙辰） | 一月      | 二月※ | 三月  | 四月※ | 五月※ | 六月※   | 七月  | 八月※ | 九月  | 十月    | 十一月  | 十二月※  |           |
| ユリウス暦       | 1256/1/29 | 2/28  | 3/28  | 4/27  | 5/26  | 6/24    | 7/23  | 8/22  | 9/20  | 10/20   | 11/19   | 12/19    |           |